# Keith Cummings
Keith Cummings (* 1906 in Perth; † 1992) war ein australischer Bratschist.

## Leben
Cummings kam 1932 nach Großbritannien. Dort wirkte er als Musikpädagoge und war von 1937 bis 1939 Bratschist im London Symphony Orchestra. Als Kammermusiker war er zunächst Mitglied des Blech String Quartet und von 1954 bis 1961 des New London Quartet (ehem. London String Quartet). Er spielte Bratsche bei den Aufnahmen der Beatles-Songs Glass Onion und Piggies. Cummings ist der Vater des Cellisten Douglas Cummings und der Geiger Julian und Diana Cummings.